# Asosa
Asosa o Assosa (in amarico አሶሳ) è un centro abitato dell'Etiopia, capoluogo della zona di Asosa, nella Regione Benisciangul-Gumus.

## Storia
L'11 marzo 1941 Assosa fu teatro di combattimenti fra soldati belgi, provenienti dal Congo belga, e soldati italiani, nell'ambito delle operazioni di guerra per il controllo dell'Africa Orientale Italiana; la battaglia si concluse con la sconfitta della Decima Brigata italiana e la cattura da parte dei belgi di circa 1.500 soldati italiani.